# Desmeocraera frater
Desmeocraera frater är en fjärilsart som beskrevs av Sergius G. Kiriakoff 1954. Desmeocraera frater ingår i släktet Desmeocraera och familjen tandspinnare. Inga underarter finns listade i Catalogue of Life.